# Hassanal Bolkiah
Hassanal Bolkiah Muizzaddin Waddaulah (født 15. juli 1946) er den nuværende sultan af Brunei. Han er foruden at være sultan også premierminister og desuden finansminister og forsvarsminister.
Han blev sultan 5. oktober 1967 efter hans far, sultan Omar Ali Saifuddien, frivilligt abdicerede. Han blev kronet 1. august 1968.
Bolkiah har udnævnt sin fødselsdag den 15. juli til at være nationaldag.